# Drimylastis stiphropa
Drimylastis stiphropa är en fjärilsart som beskrevs av Edward Meyrick 1924. Drimylastis stiphropa ingår i släktet Drimylastis och familjen äkta malar. Inga underarter finns listade i Catalogue of Life.